# قذيفة ثاقبة بالطاقة الحركية

قذيفة ثاقبة بالطاقة الحركية

قذيفة ثاقبة بالطاقة الحركية نوع من الذخيرة تستعمل لاختراق المدرعات وفيها لا يستخدم أي نوع من المتفجرات إنما يتم الاعتماد على الطاقة الحركية للذخيرة.